# Megalopyge opercularis
Megalopyge opercularis (лат.) — вид чешуекрылых из семейства мегалопигид.

## Распространение
Этот вид распространён в юго-восточной и центральной частях США, а также в Мексике и северных частях Центральной Америки.

## Описание
Размах крыльев 24—36 миллиметров. Гусеница в длину достигает до 30 мм.

## Экология
Обитают в широколиственных и смешанных лесах. Питаются гусеницы на различных широколиственных деревьях, таких как дуб (Quercus), вяз (Ulmus), цитрус (Citrus) и другие, также и некоторые садовые растения, например, плющ (Hedera) и шиповник (Rosa).

## Галерея

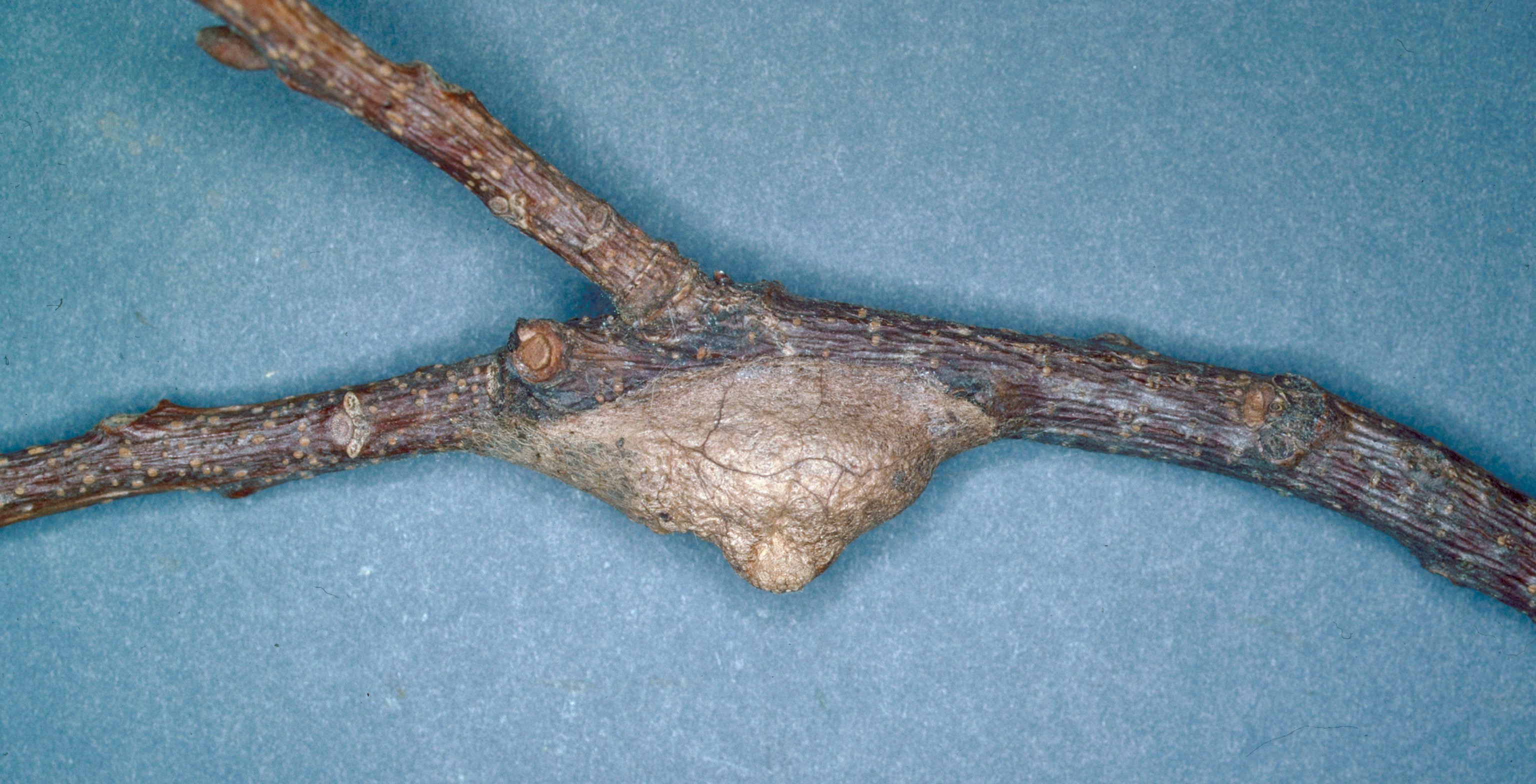
Кокон
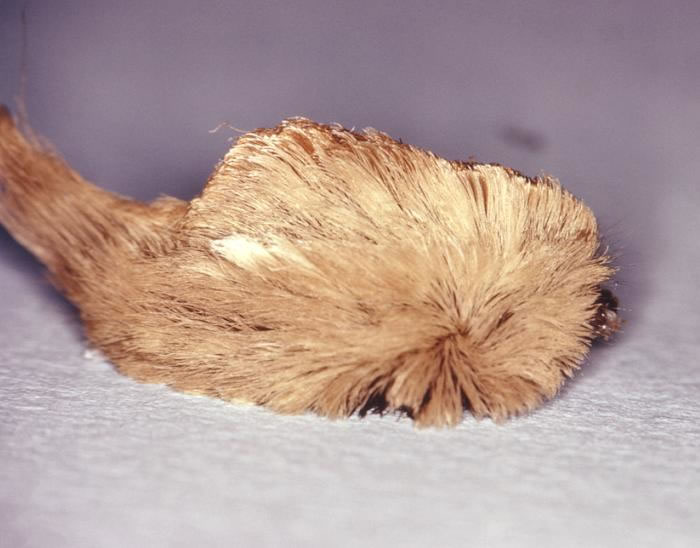
Гусеница
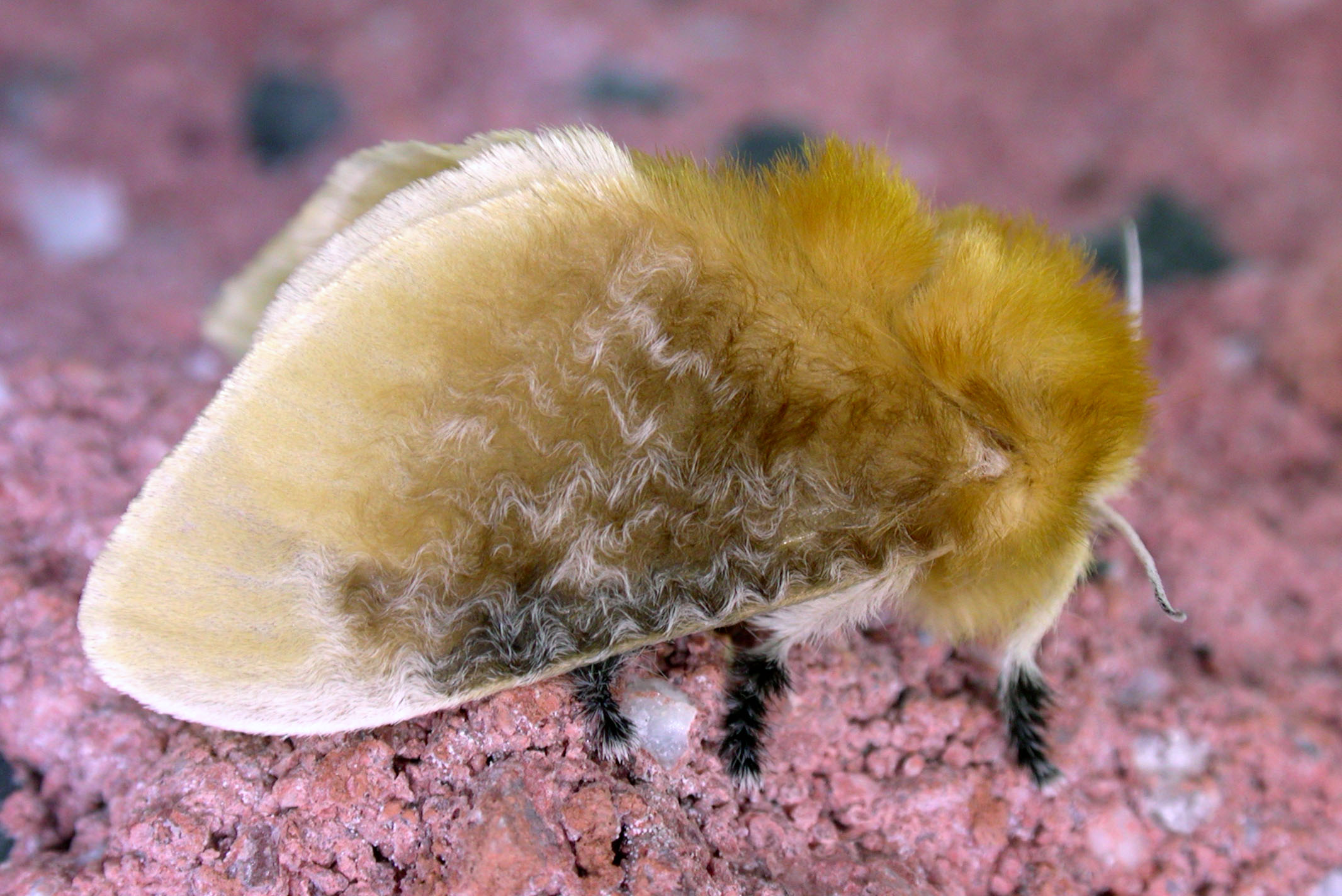
Имаго